# Körnerstraße 16 (Offenbach am Main)

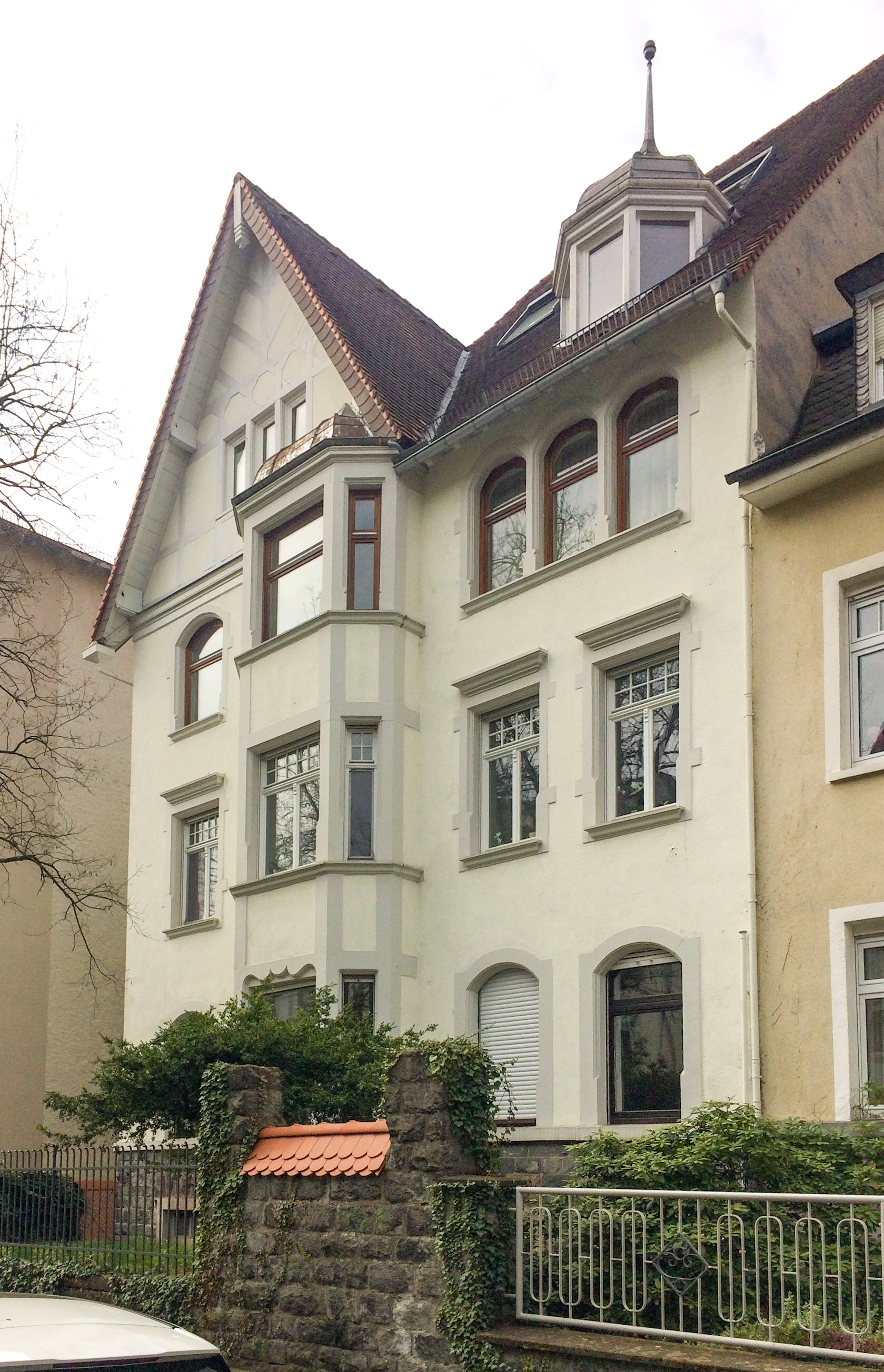
Körnerstraße 16

Das Wohnhaus Körnerstraße 16 in Offenbach am Main ist ein unter Denkmalschutz stehendes Gebäude.

## Architektur
Eines der ersten Doppelhausprojekte in der Körnerstraße war 1902 die Errichtung der Häuser Nummer 16 und 18. Erhalten hiervon ist lediglich die Nummer 16, Nummer 18 brannte 1943 vollständig nieder.
Das Wohnhaus ist ein stattliches dreigeschossiges Gebäude mit großem Zwerchhaus in Fachwerk und einem dreigeschossigen Erker an der Straßenseite. Der Putzbau mit den historisierend gestalteten Fenstergewänden erhebt sich über einem rustizierten Sockel. Auch das Mauerwerk der teilweise noch original erhaltenen Einfriedung ist rustiziert.
Das Gebäude ist Kulturdenkmal aus geschichtlichen und künstlerischen Gründen.